# Зграда на Тргу Павла Стојковића бр. 12 у Нишу
Зграда на Тргу Павла Стојковића бр. 12 је објекат који се налази у Нишу. Саграђена је после 1890. године и представља непокретно културно добро као споменик културе Србије.

## Опште информације
Зграда на Тргу Павла Стојковића бр. 12, јесте приземна кућа за становање. Изграђена је после 1890. године, са два дућана за цинцарску породицу Јерволис — Николић Јање, која се у Ниш доселила после ослобођења града од Турака 1878. године. Продајне просторије користила је продавница намештаја „Сврљиг“. Поред ње се налази и зграда под бројем 14 коју је такође поседовала породица Јервалис. Објекат има једноставну правоугаону основу и вешто је уклопљен у низ зграда на Тргу Павла Стојковића.
Уписана је у регистар Завода за заштиту споменика културе Ниш 1983. године.